# Dellach (vallée de la Gail)
Pour les articles homonymes, voir Dellach.
Dellach est une commune autrichienne du district de Hermagor en Carinthie.

## Géographie
Dellach se trouve dans la haute vallée de la Gail, affluent de rive droite de la Drave qui court d'ouest en est parallèlement à la frontière avec l'Italie. La commune se trouve entre les communes de Kötschach-Mauthen à l'ouest et de Kirchbach à l'est. Les Alpes carniques la séparent de l'Italie.

## Histoire
Le site archéologique de Gurina, qui domine la vallée au nord du bourg, a été occupé depuis l'époque de Hallstatt et a été, sous l'empire romain, une des agglomérations importantes de la province du Norique.